# 梅布爾鎮區 (北達科他州格里格斯縣)
梅布爾鎮區（英語：Mabel Township）是位於美國北達科他州格里格斯縣的一個鎮區。

## 地方資料
梅布爾鎮區的面積為93.50平方千米，當中陸地面積為93.20平方千米，而水域面積為0.30平方千米。根據2020年美國人口普查的數據，當地共有人口69人，而人口密度為每平方千米0.74人。